# Pëtr Bystrov
Pëtr Aleksandrovič Bystrov (in russo Пётр Александрович Быстров?, traslitterazione anglosassone Pyotr Aleksandrovich Bystrov; Nižnij Novgorod, 15 luglio 1979) è un ex calciatore russo, di ruolo centrocampista.

## Palmarès

### Club

#### Competizioni nazionali
- Campionato russo: 1

Rubin Kazan': 2009
- Coppa di Russia: 1

Rubin Kazan: 2011-2012
- Supercoppa di Russia: 1

Rubin Kazan': 2010

#### Competizioni internazionali
- Coppa dei Campioni della CSI: 1

Rubin Kazan': 2010